# Лангтанг-Лірунг
Лангтанг Лірунг  — вершина у гірському районі Лангтанг в Гімалаях. Лежить в Непалі, близько до кордону з Китаєм, на південний захід від Шишабангми. Це є 99-та за висотою гора світу.
Перше вдале сходження на цю вершину здійснили японець Сейсі Вада і шерп Пемба Церінг 24 жовтня 1978 року.

## Ресурси Інтернета
- Langtang Lirung [Архівовано 24 жовтня 2013 у Wayback Machine.]

| Непал | Це незавершена стаття з географії Непалу. Ви можете допомогти проєкту, виправивши або дописавши її. |